# Dicranota eucera
Dicranota eucera är en tvåvingeart som beskrevs av Osten Sacken 1869. Dicranota eucera ingår i släktet Dicranota och familjen hårögonharkrankar. Inga underarter finns listade i Catalogue of Life.